# Énéide
L’Énéide (en latin : Aeneis, mot de forme grecque, génitif : Aeneidos) est une épopée de Virgile, le plus prestigieux exemple de ce genre littéraire en langue latine, composée en hexamètres dactyliques. De même que l’Iliade et l’Odyssée — dont l’Énéide s'inspire largement —, l’ouvrage a suscité l’admiration de générations de lettrés de l’Antiquité jusqu’à nos jours, et fut une source d’inspiration récurrente pour les artistes et les poètes.
L’Énéide est le récit des épreuves du Troyen Énée, ancêtre mythique du peuple romain, fils d’Anchise et de la déesse Vénus, depuis la prise de Troie jusqu’à son installation dans le Latium, en Hespérie (Italie). Écrit entre 29 et 19 av. J.-C., le poème se divise en douze chants et contient, à la mort de Virgile, environ 10 000 vers.

## Composition et résumé
L'épopée est composée de douze chants. Son organisation a été analysée de plusieurs manières. On peut diviser l’Énéide en deux parties de six chants chacune :
- Dans la première partie, Virgile dépeint les voyages d'Énée après la chute de Troie, jusqu’à son arrivée dans le Latium en Hespérie, selon les vœux des dieux, pour fonder la nouvelle Troie. Il raconte sa fuite de Troie en flammes, son départ vers l'Afrique et la Sicile, les tempêtes et épreuves durant son voyage, sa rencontre avec une femme, Didon, qui tombe amoureuse de lui et cherche à le convaincre de ne pas poursuivre son périple, sa descente aux Enfers pour rencontrer son père Anchise.
- Dans la seconde partie (chants VII à XII), Virgile relate les conflits que durent livrer Énée et ses compagnons pour conquérir le Latium jusqu’à la création du royaume de Lavinium.

Cette division en deux parties est souvent considérée comme un miroir de l'œuvre d'Homère : celle-ci commence par le récit d'une guerre (l'Iliade) suivi d'une longue quête sur la Méditerranée (l’Odyssée), alors que l’Énéide commence par la longue quête d'Énée sur la Méditerranée pour se terminer par une dure guerre.
Outre cette division en deux parties, certains ont distingué trois groupes de quatre livres, les quatre premiers étant consacrés à Didon et l'épisode de Carthage, les quatre derniers aux épisodes guerriers dans le Latium. Pour d'autres, comme J. Thomas, les douze chants reprennent les signes astrologiques, le dernier chant, le plus important, correspondant à la Balance, signe d'Auguste.
Les douze chants sont de longueur variable; le plus court (IV) compte 705 vers, et le plus long (XII), 952. La moyenne est de 825 vers par chant. Voici la longueur respective des douze chants :
| Chant | Nombre de vers |
| ----- | -------------- |
| I     | 756            |
| II    | 804            |
| III   | 718            |
| IV    | 705            |
| V     | 871            |
| VI    | 901            |
| VII   | 817            |
| VIII  | 731            |
| IX    | 818            |
| X     | 908            |
| XI    | 915            |
| XII   | 952            |

### Chant I

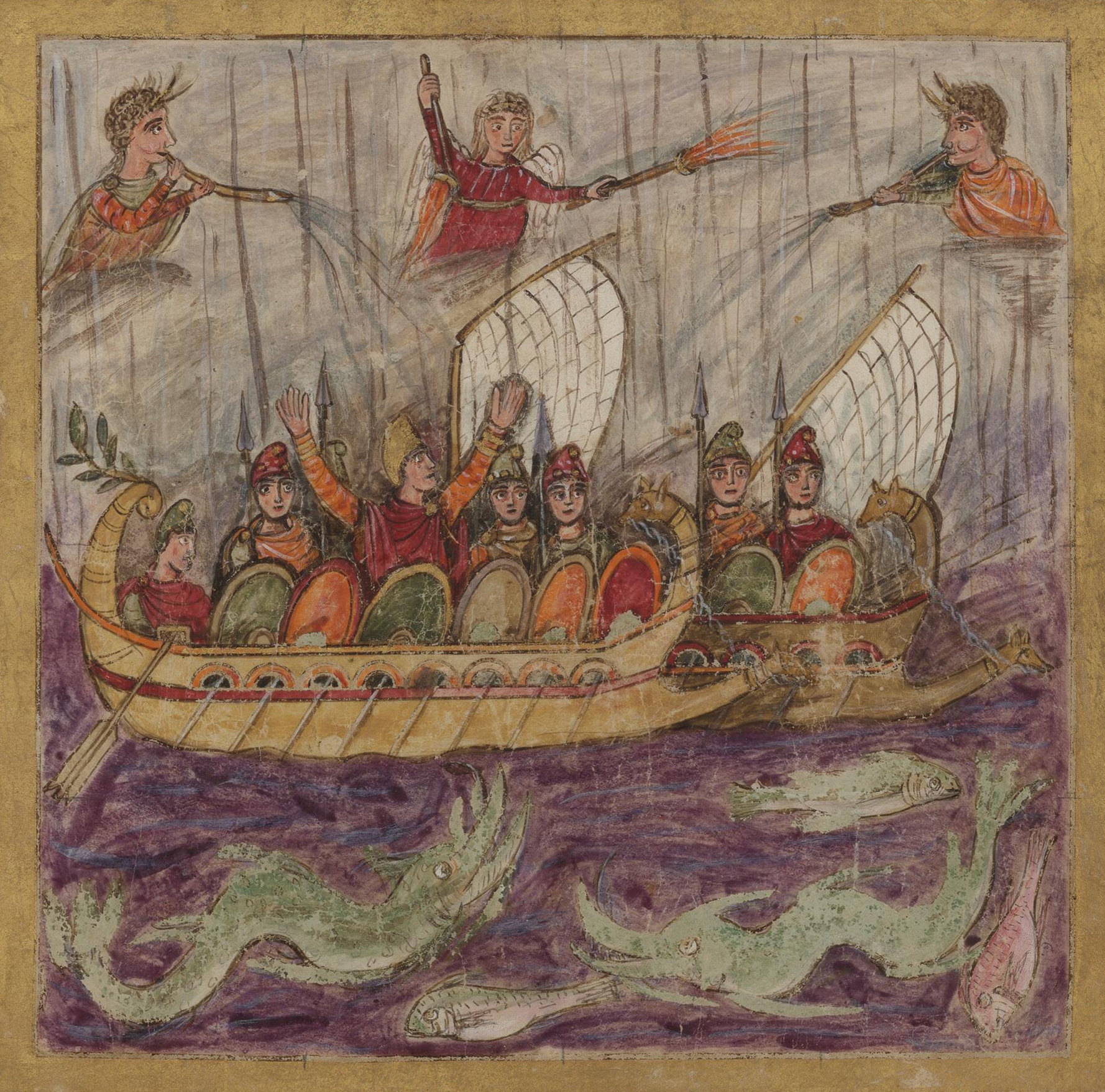
La tempête déchaînée par Junon (Vergilius romanus, manuscrit du Ve siècle).

L’Énéide s'ouvre sur une tempête déchaînée par ordre de Junon, alors qu'Énée semblait toucher au but de son voyage, l'Italie. La haine de Junon marque toute l’Énéide. Virgile en indique lui-même les deux raisons. Elle avait soutenu les Grecs contre les Troyens dont Énée faisait partie lors de la guerre de Troie. Surtout, Énée doit fonder Rome, qui détruira Carthage, ville aimée de Junon. On peut rapprocher cette scène de tempête de celle du Chant V de l’Odyssée où Neptune soulève une tempête alors qu'Ulysse est en vue de Corcyre. Ici, toutefois, les rôles sont inversés : Énée n'étant pas un Grec mais un Troyen, Neptune n'apparaît pas comme un adversaire, mais au contraire comme un soutien, c'est lui qui force Éole à apaiser la tempête.
Les Troyens mettent alors pied à terre en Libye, et partent chasser. Après le repas, Énée s'inquiète du sort des autres navires de sa flotte (seules sept embarcations étaient parvenues à accoster en Libye). Vénus intervient alors auprès de Jupiter, afin de s’assurer de l’avenir des Troyens rescapés. Ce dernier rassure celle-ci quant à l’avenir d'Énée. Il lui prédit les guerres qu’Énée devra mener dans le Latium, la fondation d’Albe, l'histoire de Romulus et Remus, et l'accession au trône de l'empereur Auguste.
Par la suite, Énée et ses compagnons se rendent à Carthage, qui se trouve non loin du lieu où leurs navires ont accosté.
Énée et ses compagnons décident ensuite de rencontrer Didon, la reine de la cité. Cette dernière est originaire de Tyr, où elle a épousé Sychée, un riche marchand phénicien. Cependant, ce dernier fut tué par le roi Pygmalion, frère de Didon, jaloux de ses richesses. Didon décida alors de s’enfuir, avec ses compagnons et l’argent de son mari. Elle se rendit alors sur la côte tunisienne, où elle fonda Carthage.
Arrivé au palais, Énée rencontre alors certains de ses compagnons, qui ont survécu au naufrage. Les Troyens sont bien accueillis par Didon, qui les convie, le soir venu, à un grand banquet.
Après avoir fait les libations rituelles, la reine, éprise d'Énée, lui demande de lui conter ses aventures.

### Chant II: Récit d'Énée: la prise de Troie

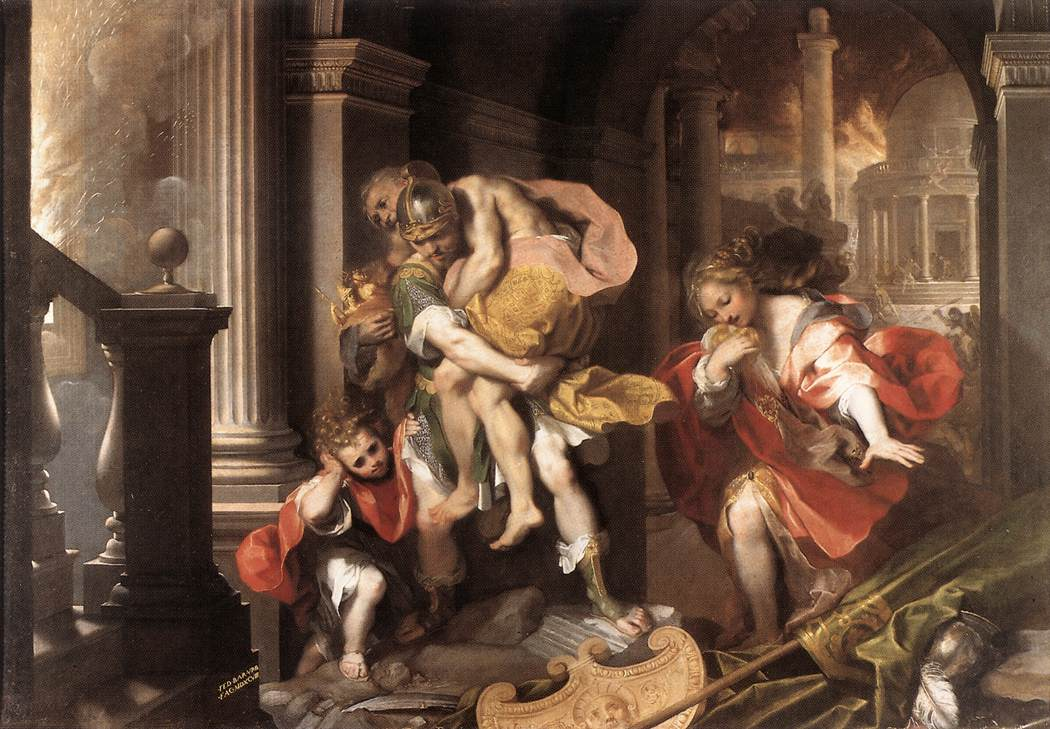
Énée fuyant Troie,, par Federico Barocci (1598).

Les chants II et III sont un récit enchâssé : Énée, à la demande de Didon, raconte le saccage de Troie (chant II) et les épreuves que lui-même a endurées depuis ce moment (chant III).
Le récit de la prise de Troie s'ouvre sur l'épisode du cheval de Troie : Ulysse se dissimule avec d'autres Grecs dans un cheval en bois « haut comme une montagne » (« instar montis equum »), tandis que les autres Grecs se cachent dans l'île de Ténédos, face à Troie. Les Grecs semblent donc avoir disparu, et les Troyens font entrer le cheval dans leur cité, pensant qu’il s'agit d’une offrande aux dieux. La nuit venue, Ulysse et ses hommes en sortent, ouvrent de l'intérieur les portes de la ville, et mettent Troie à feu et à sang. Au moment de l'assaut, Énée, endormi, voit Hector en songe qui lui annonce la fin de Troie et lui dit de sauver les pénates et de fuir. Réveillé par le bruit des combats, il ignore ces avertissements et, voyant sa cité en flammes et livrée aux mains des Grecs, décide dans un premier temps de lutter jusqu'à la mort avec ses compagnons. Puis, visité par sa mère Vénus, il prend le parti de s'enfuir avec quelques compagnons ; Anchise, son père, qu'il porte sur son dos ; ainsi qu'avec sa femme Créuse et son fils Ascagne (Iule). Il ne parvient cependant pas à sauver Créuse, qui est tuée par un Grec après avoir perdu de vue les autres.

### Chant III: Récit d'Énée: Le Périple
Énée y retrace son voyage après sa fuite hors de Troie. C'est au cours de ce voyage que l'oracle d'Apollon à Délos révèle où doit être bâtie la cité qui succédera à Troie : sur la terre d'origine des Troyens. Énée interprète d'abord mal ces paroles, et se rend en Crète, première patrie de Teucros. Les Pénates révèlent alors à Énée qu'il doit se rendre dans le Latium, terre d'origine de Dardanos, gendre de Teucros, et fondateur de la ville de Troie proprement dite.

### Chant IV: Amours d'Énée et Didon

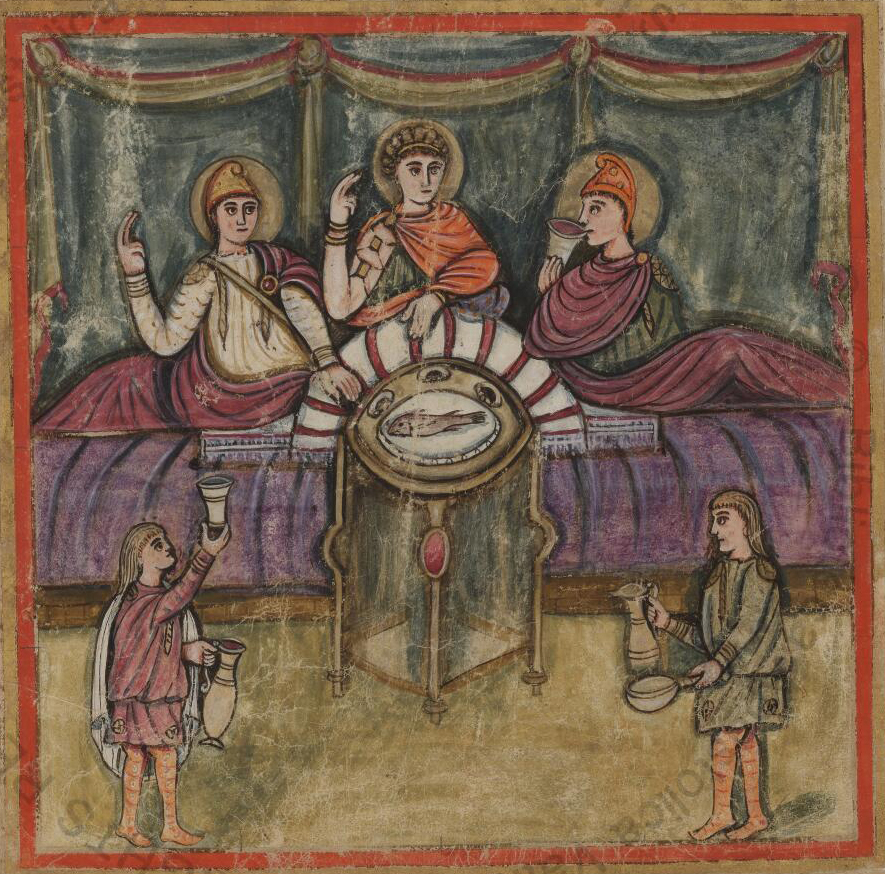
Banquet de Didon (au milieu) et Énée (à la droite de Didon), dans le Vergilius romanus (manuscrit du Ve siècle).

Didon se laisse persuader par sa sœur Anne de céder à ses sentiments pour Énée, malgré le vœu fait par la reine de renoncer à l'amour pour rester fidèle à son mari, tué par son frère Pygmalion.
Seulement, peu de temps après, la rumeur de la liaison entre les deux amants court dans les rues de Carthage. Iarbas, le prétendant de Didon, s'adresse à Jupiter dans un moment de colère, et lui reproche la présente situation. Ce dernier envoie alors Mercure à la rencontre d'Énée, lui rappelant que le but de son voyage était l'Italie. Didon, se rendant compte qu'Énée se prépare à partir, use de tous les subterfuges pour le retenir auprès d'elle. Sourd aux imprécations de Didon, Énée repart pendant la nuit avec ses compagnons vers le destin qui lui a été assigné. À son réveil Didon s'aperçoit de la disparition d'Énée et décide de se donner la mort. Didon maudit Énée, se suicide et Junon met fin à la douleur de Didon par la mort. Mais, plus tard, au royaume des morts, Énée reconnait Didon. Elle, au contraire, l'ignore car elle a retrouvé son époux à qui elle avait promis fidélité éternelle.

### Chant V: Escale en Sicile et jeux funèbres

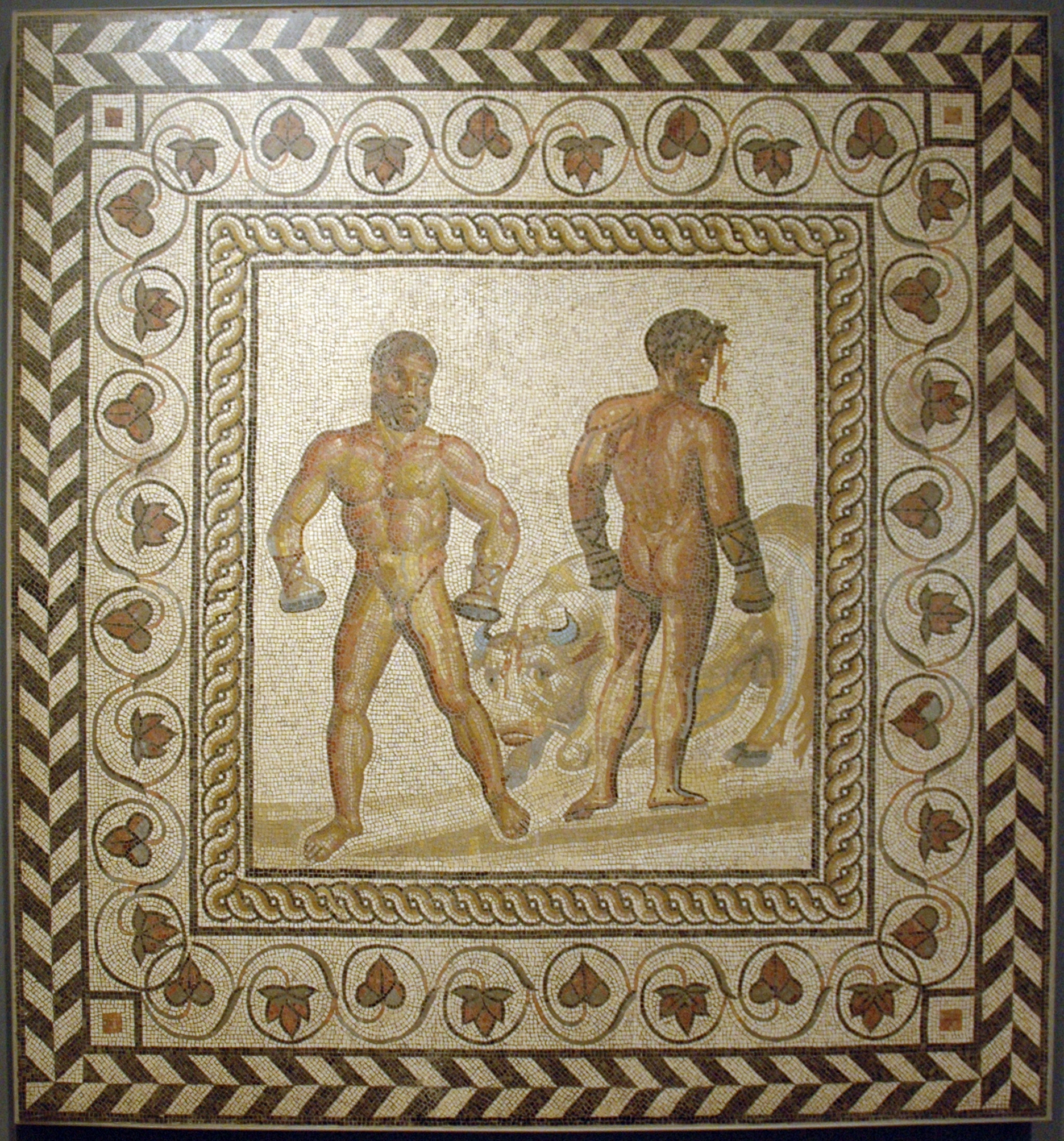
Combat de boxe entre Entellus et Darès pour les jeux funèbres d'Anchise, mosaïque de sol d'une villa gallo-romaine de Villelaure, vers 175, Villa Getty (71.AH.106).

Pour échapper à une tempête, Énée et ses compagnons débarquent en Sicile, où règne Aceste, troyen d'origine et où est enterré Anchise, le père d'Énée mort exactement un an auparavant. Énée organise une cérémonie rituelle et des jeux funéraires. Le récit des différentes épreuves (régate, course à pied, lutte, tir à l'arc) occupe une bonne partie du chant.
Mais Junon, hostile à Énée, charge Iris d'exploiter la lassitude des femmes. Celle-ci leur apparaît sous la forme d'une mortelle et, se lamentant sur leurs longues années d'errance, elle les incite à brûler les navires pour forcer les hommes à se fixer définitivement en Sicile. L'intervention de Jupiter, qui provoque la pluie, permet de sauver l'essentiel de la flotte.
Un compagnon d'Énée, inspiré par Pallas, suggère de laisser les plus faibles en Sicile et de partir pour le Latium avec ses guerriers. Anchise apparaît alors à Énée, il appuie ces conseils et lui demande d'aller voir la Sibylle de Cumes qui le fera pénétrer dans les Enfers où ils pourront s'entretenir. Énée part pour Cumes sous la protection de Neptune ; le pilote Palinurus meurt pour prix de la protection de tous.

### Chant VI: Descente d’Énée aux Enfers
La descente aux Enfers ou catabase, constitue l'un des passages les plus célèbres de l'épopée. Elle constitue en quelque sorte un voyage initiatique, où Énée, mené par la sibylle, découvre le pays des morts, mais également ses propres descendants.
Énée, une fois arrivé à Cumes, se rend chez la sibylle. Elle lui confirme qu'il parviendra à ses fins après des épreuves et des guerres. Il lui demande de l'aider à pénétrer aux Enfers pour rencontrer son père Anchise. Il voit de près ou de loin les différentes régions des enfers, jusqu'aux Champs Élysées, où les aventuriers trouvent Anchise qui montre à Énée ses futurs descendants : les rois d'Albe, Romulus (fondateur de Rome), ses successeurs, Brutus l'Ancien, Pompée, Jules César et enfin Auguste, appelé à mettre en place un Empire puissant et en paix.
Énée remonte alors à la surface de la Terre, et fait mettre voile en direction du Latium.

### Chant VII: Arrivée dans le Latium
On considère couramment qu'avec le livre VII s'ouvre une deuxième partie de l'épopée : au récit des périples d'Énée se substitue celui des guerres dans le Latium.
Les Troyens arrivent dans le Latium. Sur une remarque d'Ascagne, Énée comprend que les prophéties de l'oracle sont accomplies, qu'ils sont arrivés sur la terre recherchée. Des oracles font comprendre au roi local, Latinus, qu'il doit marier sa fille Lavinia à Énée, et non à Turnus, le jeune et beau roi des Rutules.
Junon, pour retarder le destin, envoie la furie Alecto, qui attise la haine contre les Troyens chez l'épouse de Latinus, Amata, et chez les paysans latins. Almon, un jeune valet de Latinus, est mortellement frappé par une flèche au cours d'une bagarre avec les Troyens. La porte de Janus s'ouvre malgré la volonté du roi, la guerre éclate.

### Chant VIII: La guerre se prépare
Turnus appelle ses alliés des cités environnantes en renfort, bien décidé à en découdre avec les Troyens. Énée, quant à lui, voit en songe, dans son sommeil, le dieu Tiberinus qui le rassure quant à son avenir, et lui conseille de s’allier avec un dénommé Évandre, chef d’une colonie d'Arcadiens qui se sont installés sur les pentes du mont Aventin (une des sept collines sur lesquelles Rome fut bâtie).
Une fois réveillé, Énée se dirige vers le lieu où réside Évandre, lequel accueille convenablement les Troyens. Il leur présente son fils, Pallas, puis leur raconte l'histoire du lieu où ils vivent.
Par la suite, Énée et Évandre cherchent des alliés. Ce dernier a l'idée de mettre Énée à la tête des Étrusques de la ville d'Agylla. Ses citoyens viennent de se débarrasser du tyran Mézence qui leur faisait subir une « insolente domination ». Mézence a cependant réussi à se réfugier auprès de Turnus. Les Étrusques sont sur le pied de guerre, réclamant « le roi et son supplice » ; ils ne doivent attendre qu'un chef étranger pour lancer l'attaque selon un oracle. Évandre fournit au Troyen un contingent de cavaliers arcadiens, commandés par son fils Pallas. Énée, quant à lui, décide de ne conserver à ses côtés que les plus vaillants de ses compagnons.
Par la suite, les alliés se rendent auprès du chef étrusque Tarchon, au fils duquel Vénus apporte une armure. Celle-ci a d'ailleurs demandé à son mari Vulcain de forger aussi un bouclier pour Énée. Ce bouclier comporte de nombreuses scènes de l'histoire de Rome, de Romulus à la bataille d'Actium. Le motif du bouclier, comme celui de la tempête et de la catabase, est issu des épopées homériques (à comparer avec le bouclier d'Achille dans l'Iliade).

### Chant IX: Premières batailles (sans Énée)
Junon conseille à Turnus d'attaquer les Troyens retranchés dans leur camp pendant qu'Énée, avec Évandre, est au loin pour trouver des alliances. Les combats semblent tourner à l'avantage des Latins, malgré l'héroïsme d'Euryale et Nisus, qui sortent du camp la nuit pour chercher Énée : ils sont tués avant d'avoir mené à bien leur mission. Ascagne participe pour la première fois à la guerre, et y montre sa valeur en tuant Numanus, beau-frère de Turnus. Au cours de la bataille, les Troyens ont ouvert les murs de la forteresse, mais ils les referment sur Turnus, qui réussit à s'échapper en sautant dans le Tibre du haut des remparts.

### Chant X: Le retour d'Énée
Les dieux, voyant ce qui se passe dans le Latium, décident de se réunir sur l'Olympe. Vénus demande alors à Jupiter d'épargner les Troyens, pendant que Junon accuse Vénus d'avoir déclenché toute cette violence. Jupiter ne prend aucun parti.
De son côté, Énée navigue vers le campement troyen, accompagné de ses alliés étrusques et de Latins opposés à Mézence.
La bataille est sanglante et les massacres se succèdent. Lorsque Turnus parvient à tuer Pallas, Énée entre dans une colère noire. Pour sauver Turnus en danger, Junon crée un fantôme à l'image d'Énée, qu’elle dirige vers la flotte des Rutules, et fait en sorte que Turnus le suive. Une fois Turnus à bord d'un navire, elle fait disparaître le fantôme et l'embarcation prend le large.
Mézence prend alors le commandement. S'attaquant à Énée, il lui lance son javelot, qui rebondit sur le bouclier de sa cible. Énée riposte alors et blesse Mézence. Lausus, fils de Mézence, décide alors de couvrir la retraite de son père, et défie Énée, qui le tue. Lorsque Mézence, réfugié plus loin, apprend la mort de son fils, il décide, bien que blessé, de rebrousser chemin et d'affronter Énée afin de venger son fils. Énée le tue aussi d'un coup d'épée dans la gorge.

### Chant XI: Bataille entre les deux cavaleries
Les Latins sont divisés en deux camps : d'un côté les partisans de Drancès, hostiles à la guerre, de l'autre ceux de la reine Amata, favorables à Turnus. Énée reçoit Drancès et lui annonce sa volonté de faire une trêve afin d’honorer les combattants qui ont péri au cours de la bataille. Il insiste aussi sur son désir de faire la paix, accusant Turnus d'avoir déclenché la guerre.
Turnus, apprenant que les Troyens s'approchent de la ville, lance une nouvelle attaque. Les deux cavaleries s'affrontent, et après d'âpres combats, les Latins doivent finalement se replier vers leur ville ; ceux qui n'ont pas pu s'y réfugier avant que les portes ne se referment sont impitoyablement massacrés. Turnus parvient à rentrer à la faveur de la nuit.

### Chant XII: Mort de Turnus et victoire d'Énée
Énée et Turnus décident de régler le conflit en combat singulier. Cependant, poussés par Juturne, les Italiens interviennent dans le combat, contre les règles, ce qui provoque une nouvelle bataille : une flèche atteint Énée. Guéri par une intervention discrète de Vénus, Énée réussit à faire reprendre à Turnus le combat singulier. Il en sort vainqueur. Turnus implore sa grâce. Énée, d'abord tenté de la lui accorder, aperçoit le baudrier volé au jeune Pallas tué par Turnus : indigné, Énée donne le coup de grâce au chef rutule. L'épopée se termine donc sur une scène de violence à l'issue de laquelle Énée tue un ennemi sans défense. Toutefois on pense que l'œuvre est inachevée.

## Analyse
L'Énéide ne s'est jamais voulue le récit historique de la fondation de Rome. Tout d'abord, Énée fonde non pas Rome mais Lavinium, à quelques kilomètres de là, et à laquelle Rome est largement postérieure. L'épopée vise certes en partie à asseoir la légitimité d'Auguste dans un empire encore jeune, mais dans la mentalité romaine de l'époque, la parenté morphologique des noms de Iule, fils d'Énée, et des Jules (ou Iulii), famille d'Auguste, est suffisante : il n'est pas question d'établir une généalogie au sens moderne (ou même biblique) du terme. De plus, les anachronismes sont constants dans l'œuvre, autre signe de sa vocation anhistorique ; par exemple, l'histoire est censée se passer plus de mille ans avant l'époque de Virgile, alors que le récit du banquet de Didon décrit les pratiques de la Rome contemporaine de l'auteur[réf. nécessaire].
L'objectif de Virgile, comme le lui avait demandé Auguste, était de promouvoir les valeurs romaines — travail de la terre (labor), respect des aïeux, des dieux et de la patrie (pietas), courage (virtus), sobriété (frugalitas) — et d'influencer les Grecs en fondant son récit sur ceux d'Homère. On peut donc voir l'Énéide comme une œuvre de propagande devant servir la gloire de l'empereur Auguste. L'époque d'Auguste (Ier siècle av. J.-C.) est souvent appelée « nouvel âge d'or » ou encore « siècle d'or », en raison de la prospérité économique et de la paix civile que connaît Rome après un siècle de déchirements intérieurs. Auguste veut alors restaurer les valeurs du mos majorum, aidé d'intellectuels tels que Virgile ou Tite-Live[réf. nécessaire].
Il est rappelé constamment dans le cycle que l'établissement des Troyens en Ausonie (Italie) est la volonté des dieux. Les oracles l'ont annoncé, la fortune des armes finit toujours par sourire aux armées d'Énée, et au chant XII, Junon, qui a tout fait depuis le début pour saboter les projets d'Énée s'incline devant son époux Jupiter, qui a décidé qu'Énée s'établirait effectivement dans son nouveau pays pour jeter les semences d'un peuple glorieux appelé à dominer le monde[réf. nécessaire].
On peut aussi voir dans l'Énéide un récit initiatique,. Une initiation se détecte souvent à un symbole très fort : le protagoniste doit passer par la mort (symbolique) pour renaître comme un être nouveau. Ce moment de tension se situe précisément au milieu de l'Énéide, lorsque Énée descend aux enfers (Chant VI). Lorsque Énée remonte des enfers, sa personnalité a changé. Cela se remarque notamment dans le rapport qu’il entretient avec la parole et le silence : avant sa descente, les évènements surnaturels qui surgissent devant Énée le laissent bouche bée. En revanche, une fois remonté des enfers, Énée impose à son tour le silence à ceux qui l’entourent, comme s’il n’était plus un humain comme les autres. Ce comportement nouveau confirme son destin de chef choisi par les dieux. Cette figure de père de la nation héroïque répond d’une certaine façon à la commande de l’empereur Auguste, mais Virgile laisse flotter une certaine ambiguïté. En effet, Énée n’est pas un personnage parfait (ce qui est étrange dans une œuvre qui ne serait que pure propagande). Certains de ses gestes semblent répréhensibles ; Virgile se tait quant à l’interprétation qu’il faut en donner. D’aucuns considèrent que l’auteur demande au lecteur (y compris à l’empereur) de juger par lui-même et, si le lecteur le juge bon, de dépasser le modèle offert par Énée,.
La légende qui fait venir Énée en Italie est antérieure à Virgile,, et Homère ne mentionne pas ce destin d'Énée dans l'Iliade. 

## Réception dans l'Antiquité
Le succès de l’Énéide fut immédiat et très large. L'œuvre était étudiée par tout écolier latin, et la langue de Virgile a servi de modèle dans de nombreuses épopées postérieures. Elle a servi de support dans l'Antiquité à l'écriture d’œuvres fictives, dans lesquelles, par exemple, Didon s'adressait à Énée dans une lettre désespérée (Ovide, Héroïdes, lettre VII).
Au Proche-Orient, l'utilisation de fragments bilingues latin-grec de l'Énéide pour l'apprentissage du latin est attestée du IVe siècle au VIe siècle.

## Postérité

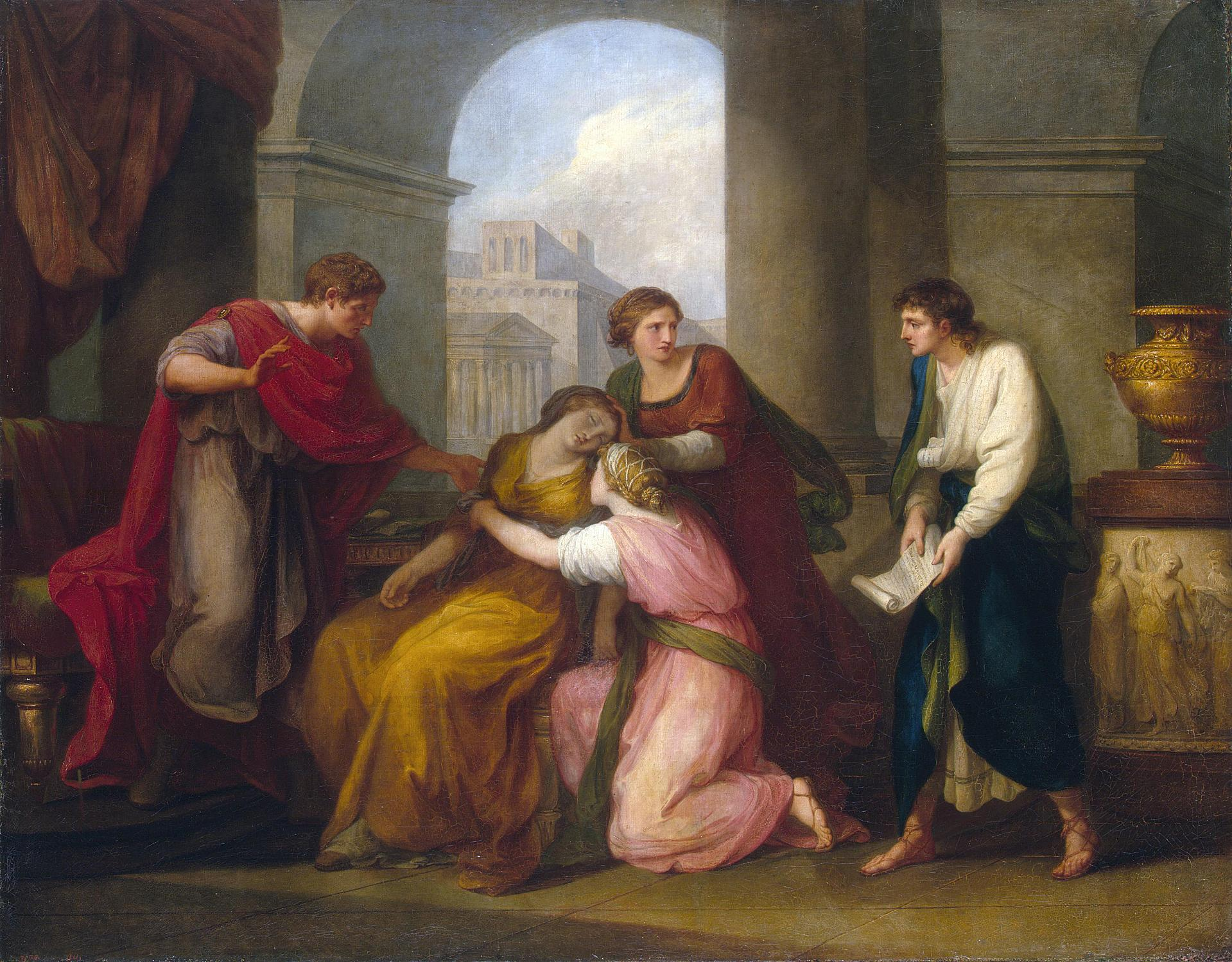
Virgile lisant l'Enéide à Auguste et Octavie
Angelica Kauffmann, 1788
Musée de l'Ermitage, Saint-Pétersbourg.

### Littérature
- Au Moyen Âge, l'Énéide est l'un des textes païens les plus étudiés. Vers 1160, elle donne lieu à une adaptation, le Roman d'Énéas, l’un des premiers romans en français.
- Au début du XIVe siècle, c’est Virgile qui mène le poète Dante à travers les Enfers et le Purgatoire dans la Divine Comédie.
- En 1428, le poète humaniste italien Maffeo Vegio écrit une suite en 611 hexamètres latins désignée sous le titre de Aeneidos supplementum (supplément à l’Énéide) ou Aeneidos Liber XIII (13e livre de l’Énéide)[14], où il narre les funérailles de Turnus, le mariage d’Énée et de Lavinia, la fondation de Lavinium, la mort de Latinus, puis celle d'Énée et sa divinisation. Ce texte est imprimé pour la première fois en 1471 à la suite du texte de l’Énéide, et il est très régulièrement inclus dans les éditions de l’Énéide au cours du XVe et du XVIe siècle.
- Au XVIIe siècle, signe de sa célébrité, l’Énéide est parodiée à plusieurs reprises, en Italie puis, vers le milieu du siècle en France, notamment par Scarron dans le Virgile travesti. Le poète ukrainien Ivan Kotliarevsky en écrit également une parodie, intitulée Eneida (uk) en 1794. Mais surtout, il deviendra l'argument du célèbre opéra baroque composé en 1689 par Henry Purcell sur un livret de Nahum Tate, Dido and Æneas (Didon et Énée).
- Au XXe siècle, Virgile et son œuvre deviennent à nouveau une source d'inspiration pour les auteurs. Hermann Broch en tire son chef-d’œuvre, La Mort de Virgile, en 1945.
- En 2008, l'écrivaine américaine Ursula Le Guin publie Lavinia, roman où elle relate la vie de Lavinia, l'épouse latine d'Énée, qui a droit à très peu de vers dans l'épopée de Virgile, où elle ne parle même pas. Le roman constitue une préquelle, une réécriture et une suite à l'épopée, dont elle questionne l'idéal héroïque guerrier et masculin.

### Théâtre
Les dramaturges adaptent l'épopée à la scène : Denis Guénoun avec L'Énéide en 1982, puis Franck Grognet avec Le Périple troyen en 1997 et Æneus, fragments en 1999.
Maëlle Poésy revisite en 2018 les six premiers chants dans Sous d'autres cieux.
Au Québec, la pièce a été adaptée par le dramaturge Olivier Kemeid.

### Opéra
L'opéra en 5 actes Les Troyens d'Hector Berlioz (1803-1869) est très largement inspiré des livres II et IV de L'Énéide de Virgile (livre de chevet du compositeur depuis son enfance). Cet opéra représente la plus ambitieuse de toutes les créations d'Hector Berlioz et est considéré comme un sommet du répertoire lyrique.

### Cinéma et télévision
L'épopée fait également l'objet de plusieurs adaptations à l'écran.
- Au cinéma, Les Conquérants héroïques (La leggenda di Enea) de Giorgio Rivalta, sorti en 1963, s'inspire librement de la seconde moitié de l’Énéide[15].
- À la télévision, une adaptation italienne est réalisée par Franco Rossi en 1971[16].

### Bande dessinée
La bande dessinée Le Dernier Troyen, scénarisée par Valérie Mangin et dessinée par Thierry Démarez, parue entre 2004 et 2008, est une réécriture librement inspirée des aventures d'Énée transposées dans l'univers de science-fiction des Chroniques de l'Antiquité galactique.

### Éditions
- Consulter la liste des éditions de cette œuvre